# 恋をしちゃいました!
「恋をしちゃいました!」（こいをしちゃいました）は、タンポポの6枚目のシングル。2001年2月21日に発売された。

## 概要
シングルでは自身最大のセールスを記録した。
初回仕様特典にはトレーディングカードが封入されている。
テレビ東京系列『アイドルをさがせ!』オープニングテーマ。

## 収録曲
全作詞・作曲：つんく
1. 恋をしちゃいました!
編曲：渡部チェル
2. BABY CRY
編曲：高橋諭一
3. 恋をしちゃいました! (Instrumental)

## 参加ミュージシャン
恋をしちゃいました!
- キーボード&プログラミング：渡部チェル
- ギター：高橋諭一
- ドラム：オグ
- ベース：ヒロキ
- コーラス：つんく・タンポポ

BABY CRY
- ギター&プログラミング&コーラス：高橋諭一
- ドラム&パーカッション：オグ
- ベース：ヒロキ
- コーラス：タンポポ

## 収録作品
恋をしちゃいました!
- Together! -タンポポ・プッチ・ミニ・ゆうこ-
- ライブレボリューション21 春～大阪城ホール最終日～
- GREEN LIVE
- Hello! Project 2001 〜TOGETHER! サマーパーティー!〜
- Together! Clips
- All of タンポポ
- CLUB Hello! TRANCE REMIX
- タンポポ シングルVクリップス1
- Hello! Project 2005 WINTER オールスターズ大乱舞〜A HAPPY NEW POWER!飯田圭織卒業スペシャル

BABY CRY
- All of タンポポ

## カバー
- スマイレージ - シングル「恋にBooing ブー!」通常盤（2011年4月27日発売）のカップリング曲として収録。